# Eukoenenia subangusta
Eukoenenia subangusta är en spindeldjursart som först beskrevs av Filippo Silvestri 1903.  Eukoenenia subangusta ingår i släktet Eukoenenia och familjen Eukoeneniidae. Inga underarter finns listade i Catalogue of Life.